# Obra
Obra je řeka v Polsku, která protéká Velkopolským a Lubušským vojvodstvím. Je to levý přítok Warty. Je dlouhá 164 km. Povodí má rozlohu 2 758 km².

## Průběh toku
Teče po rovině v široké bažinaté dolině. Vytváří mnoho průtoků a ramen. V důsledku bifurkace je část vody (40 %) odváděna řekou Obrzyca přímo do Odry.

## Osídlení
Na řece leží města Krzywin, Kościan, Kargowa, Zbąszyń, Trzciel, Międzyrzecz, Bledzew a Skwierzyna.